# کیم یونگ گون
کیم یونگ گون (انگلیسی: Kim Yong-gun؛ زادهٔ ۸ مهٔ ۱۹۴۶) بازیگر اهل کره جنوبی است. وی از سال ۱۹۶۷ میلادی تاکنون مشغول فعالیت بوده است.
از فیلم‌ها یا برنامه‌های تلویزیونی که وی در آن نقش داشته است می‌توان به آرانگ و دادرس اشاره کرد.